# 巴爾赫特納亞火山
巴爾赫特納亞火山是俄羅斯的火山，位於堪察加半島南部，海拔高度870米，山體由安山岩和安山岩組成，最近一次火山噴發在公元前3550年發生。